# Historia del petróleo en Arabia Saudita

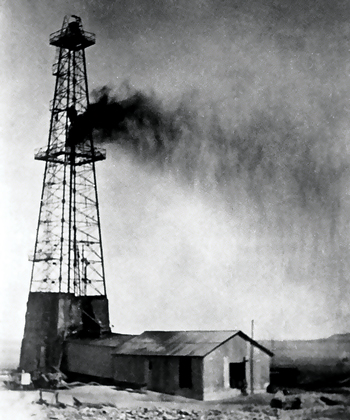
Dammam No. 7, el primer pozo de petróleo industrial en Arabia Saudí, encontró petróleo en el 4 de marzo de 1938.

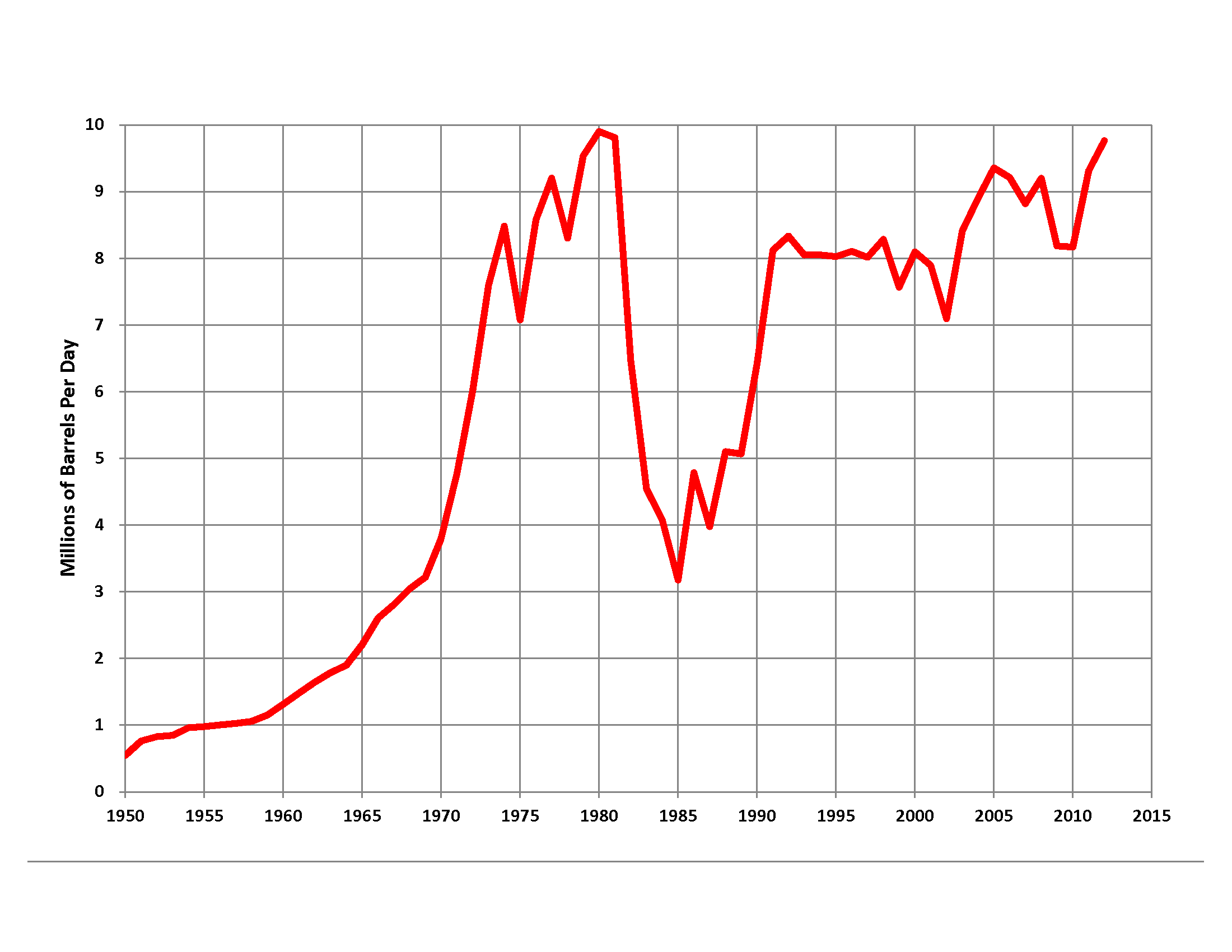
Producción de petróleo crudo en Arabia Saudí 1950-2012

Se descubrió por primera vez en 1938 en el pozo de Dammam número 7, cerca del moderno Dhahran.

## Antes del descubrimiento de petróleo
El 15 de enero de 1902 ‘Abd-al’-Aziz ibn ‘Abd al-Rahman Al Sa’ud (Abdelaziz bin Saud) tomó Riad de manos de la tribu Rashid. En 1913, sus fuerzas capturaron la provincia de al-Hasa, de los turcos otomanos. En 1922 completó la conquista de Nejd, y en 1925 conquistaron Hijaz. En 1932, se proclamó el Reino de Arabia Saudí con Abdelaziz como rey. Sin estabilidad en la región la búsqueda de petróleo habría sido difícil, como se evidencia por las primeras exploraciones petrolíferas en países vecinos como Yemen y Omán.
Antes de 1938, se dieron tres factores que desencadenaron la búsqueda de petróleo en Arabia Saudí:
- El descubrimiento de petróleo por parte de Anglo-Persian Oil Company en Masjed Soleyman en las montañas del noroeste de Irán en 1908. Si bien pero el consenso de opinión geológica en ese tiempo es que no había petróleo en la península arábiga, existían rumores de filtraciones de petróleo en Qatif, en la costa este de al-Hasa, la provincia oriental de Arabia.
- La demanda de petróleo durante la Primera Guerra Mundial. A lo largo de la guerra, se tornó evidente que el petróleo iba a ser un recurso crucial para la actividad bélica en el futuro cercano.[1] Un ejemplo que lo demostró fue el "General Gallieni ordenando a la flota de taxi de París que transportaran a los soldados al frente. Esto sucedía cuando la ciudad parecía que iba a caer".[3] Adicionalmente, la escasez de suministros de petróleo de Alemania limitó su capacidad de producir aeronaves, automóviles y motores. Los aliados sacaron ventaja de esto produciendo miles de vehículos para apoyar su esfuerzo bélico.[3]
- El inicio de la Gran Depresión. Antes de la depresión, una importante fuente de ingresos del gobernador de Hijaz eran los impuestos pagados por los pelegrinos de camino a las ciudades sagradas. Después de que la depresión se hiciera sentir, el número de peregrinaciones por años cayo de 100.000 a 40.000.[1] Esto afectó grandemente a su economía y se vieron en la necesidad de buscar fuentes alternativas de ingresos. Esto provocó que el rey ‘Abd-al’-Aziz se tomara en serio la búsqueda de petróleo.

## Búsqueda inicial
En 1922 el rey Abdelaziz se reunió con un ingeniero de minas neozelandés llamado Mayor Frank Holmes. Durante la Primera Guerra Mundial, Holmes había estado en Galípoli y después en Etiopía, donde escuchó por primera vez los rumores de filtraciones de petróleo en la región del golfo Pérsico. Estaba convencido de que grandes cantidades de petróleo podrían encontrarse en toda la región. Después de la guerra, Holmes ayudó a fundar Eastern and General Syndicate Ltd a fin de, entre otras cosas, obtener concesiones de petróleo en la región.
En 1923, el rey otorgó una concesión a Holmes permitiéndole buscar petróleo en el Este de Arabia Saudí. Eastern and General Syndicate trajo a un geólogo suizo para analizar el terreno pero declaró que buscar petróleo en Arabia sería "un puro juego de azar". Esto desanimó a los principales bancos y compañías petrolíferas respecto a invertir en iniciativas petroleras en Arabia.
En 1925, Holmes obtuvo una concesión del sheikh de Bahrain, que le permitía buscar petróleo allí. Seguidamente, se dirigió a los Estados Unidos de América para encontrar una compañía petrolera que pudiera estar interesada en la concesión. Encontró ayuda de Gulf Oil. En 1927, Gulf Oil tomó el control de las concesiones que Holmes había conseguido años antes. Pero Gulf Oil era socio de Iraq Petroleum Company, que era propiedad de Royal Dutch Shell, Anglo Persian Oil Company, the Compagnie Française des Pétroles, y de "Near East Development Company", en representación de los intereses de las compañías americanas. Los socios habían firmado el Acuerdo de la Línea Roja lo que significaba que Gulf Oil tenía prohibido asumir la concesión de Bahrain sin el consentimiento del resto de socios; los cuales lo denegaron. A pesar de una prometedora prospección en Bahrain, Gulf Oil se vio forzada a transferir sus intereses a otra compañía, Standard Oil of California(SOCAL), la cual no estaba obligada por el acuerdo de la Línea Roja.
Entretanto el rey Abdelaziz había enviado al ingeniero de minas americano Karl Twitchell a explorar Arabia oriental. Twitchell encontró signos esperanzadores de petróleo, como afloramientos de asfalto en las cercanías de Qatif, pero aconsejó al rey que esperara al resultado del pozo número 1 de Bahrain antes de solicitar ofertas para la concesión de al-Hasa. Para los ingenieros americanos que trabajaban en Bahrain, la silueta de las pequeñas colinas de Dahran, que se divisaban desde Jebel Dukhan más allá del a franja de 32 kilómetros del golfo Pérsico en la clara luz de la mañana, eran una oportunidad obvia de encontrar petróleo.
El 31 de mayo de 1932, la filial de SOCAL, Bahrain Petroleum Company (BAPCO) descubrió petróleo en Bahrain. Este descubrimiento reanimó la búsqueda de petróleo en la península arábiga.
Las negociaciones para obtener una concesión de petróleo para la provincia de al-Hasa empezaron en Jeddah en marzo de 1933. Twitchell acudió a las mismas con el abogado Lloyd Hamilton por parte de SOCAL. Iraq Petroleum Company representada por Stephen Longrigg compitió en la subasta pero se otorgó la concesión a SOCAL el 23 de mayo de 1933. Bajo el acuerdo, se condedían a SOCAL “derechos de exploración en unos 930.000 kilómetros cuadrados durante 60 años”. Poco después del acuerdo, llegaron geólogos a al-Hasa y la búsqueda de petróleo estaba en marcha.

## Descubrimiento de petróleo
SOCAL creó una compañía filial, California Arabian Standard Oil Company (CASOC), para desarrollar la concesión. SOCAL unió fuerzas con Texas Oil Company cuando juntas formaron CALTEX en 1936 para aprovechar la formidable red de comercialización en África y Asia de esta última.
Cuando los geólogos de CASOC empezaron las prospecciones en el área de la concesión, identificaron un lugar prometedor y le llamaron Dammam número 1, por un pueblo cercano. En los siguientes tres años los perforadores no consiguieron hacer un descubrimiento de valor comercial, pero el geólogo jefe Max Steineke perseveró. Animó al equipo a perforar a más profundidad, incluso cuando el pozo de Dammam número 7 estaba sufriendo numerosos derrumbamiento, brocas de perforación atascadas y otros problemas, hasta que finalmente descubrieron petróleo el 3 de marzo de 1938.  Éste fue el primero de varios descubrimientos que finalmente se revelaron como la mayor fuente mundial de petróleo. Para el rey, los ingresos del petróleo se convirieron en una fuente de riqueza crucial ya que no tenía que depender más de la recaudación de impuestos a lo peregrinos a la Meca. Este descubrimiento alteró las relaciones políticas en Oriente Medio a perpetuidad.

## Cambios en la concesión original
En 1944, el nombre de la compañía que tenía el control en Arabia Saudí se cambió a Arabian American Oil Company (ARAMCO). Adicionalmente, se hicieron varios cambios en la concesión original después del descubrimiento de petróleo. En 1939, la primera modificación otorgó a Arabian American Oil Company una mayor área para buscar petróleo y extendió la concesión seis años más hasta 1999. A cambio ARAMCO aceptó suministrar al gobierno de Arabia Saudí grandes cantidades de queroseno y gasolina gratis, y mayores pagos que los originalmente estipulados.
A partir de 1950, el gobierno de Arabia Saudí inició una política de incrementar su participación en los ingresos derivados de la producción de petróleo. En 1950, se firmó un acuerdo de participación en los beneficios al 50%, por el que el gobierno recaudaba un impuesto. Este impuesto incrementó considerablemente los ingresos del gobierno. El gobierno continuó esta tendencia hasta bien entrada la década de los 80. En 1982, la concesión de ARAMCO se había reducido a 220.000 kilómetros cuadrados, desde los 930.000 kilómetros cuadrados originales. En 1988, ARAMCO fue oficialmente adquirida por Arabia Saudí y pasó a llamarse Saudi Aramco.

## Oleoducto Transarábigo(Tapline)
Dada la cantidad de petróleo en Arabia Saudí, la construcción de oleoductos fue necesaria par incrementar la eficiencia de la producción y el transporte. ARAMCO pronto se dio cuenta de las  “ventajas de un oleoducto hasta el Mar Mediterráneo parecían obvias ya que ahorraban 3.200 kilómetros de viaje marítimo y las tasas de tránsito del Canal de Suez”. En 1945, se inició el Oleoducto Transarábigo, completándose en 1950. El oleoducto incrementó de forma importante la eficiencia del transporte de petróleo, pero también tenía inconvenientes. Se vio afectado por problemas de impuestos y daños durante años. Tuvo que cerrarse en numerosas ocasiones por reparaciones, y en 1983 se clausuró definitivamente.

## Guerra árabe-israelí de 1973
Este conflicto se conoce también como la guerra de Yom Kipur. Este fue un conflicto entre Egipto y Siria y sus aliados contra Israel. Esta guerra marcó el inicio de un problemático patrón de conflicto entre Israel y el Mundo Árabe. Dado que Estados Unidos apoyaba a Israel, los países árabes participaron en un boicot del petróleo a Canadá, Japón, Países Bajos, Reino Unido, y Estados Unidos. Este boicot incluyó más tarde a Portugal, Rodesia y Sudáfrica. Esta fue una de las principales causas de la Crisis del petróleo de 1973. Al finalizar la guerra, el precio del petróleo aumentó drásticamente, lo que permitió a Arabia Saudí incrementar su riqueza e influencia.